# Chimik Biełorieczensk
Chimik Biełorieczensk (ros. Футбольный клуб «Химик» Белореченск, Futbolnyj Kłub "Chimik" Biełorieczensk) – rosyjski klub piłkarski z siedzibą w Biełorieczensku, w kraju Krasnodarskim.

## Historia
Chronologia nazw:
- ???—1989: MCOP Chimik Biełorieczensk (ros. МЦОП «Химик» Белореченск)
- 1990—1996: Chimik Biełorieczensk (ros. «Химик» Белореченск)
- 1997—2000: Dinamo Biełorieczensk (ros. «Динамо» Белореченск)
- 2001—2002: Chimik Biełorieczensk (ros. «Химик» Белореченск)

Piłkarska drużyna MCOP Chimik została założona w mieście Biełorieczensk. MCOP oznacza Młodzieżowe Centrum Olimpijskiego Przygotowania (ros. Молодежный центр олимпийской подготовки).
W 1989 zespół debiutował w Drugiej Lidze, strefie 3 Mistrzostw ZSRR.
W latach 1990–1991 już jako Chimik Biełorieczensk występował w Drugiej Niższej Lidze, strefie 4.
W 1992 zespół debiutował w Drugiej Lidze, strefie 1 Mistrzostw Rosji, w której występował do 1993. Po reorganizacji systemu lig w 1994 spadł do Trzeciej Ligi, strefy 1, jednak po 8 kolejkach zrezygnował z dalszych występów i został pozbawiony statusu klubu profesjonalnego.
Dopiero w 1997 pod nazwą Dinamo Biełorieczensk występował w Mistrzostwach Rosji spośród drużyn kultury fizycznej. W następnym 1998 również uczestniczył w Mistrzostwach Rosji spośród drużyn kultury fizycznej.
W 2001 klub powrócił do starej nazwy Chimik Biełorieczensk i ponownie startował w Amatorskiej Lidze, strefie Kaukaz. W 2002 rozwiązany; w późniejszych latach drużyna o tej nazwie występowała w rozgrywkach lokalnych.

## Osiągnięcia
- 14. miejsce w Drugiej Lidze ZSRR, strefie 3:

1989
- 3. miejsce w Rosyjskiej Drugiej Lidze, strefie 1:

1992
- 1/64 finału Pucharu Rosji:

1993/94

## Znani piłkarze
- Alaksandar Szmarko